# Calymmodon ramifer
Calymmodon ramifer är en stensöteväxtart som beskrevs av Edwin Bingham Copeland. Calymmodon ramifer ingår i släktet Calymmodon och familjen Polypodiaceae. Inga underarter finns listade.